# Municipio de Madison (condado de St. Francis)
El municipio de Madison (en inglés: Madison Township) es un municipio ubicado en el condado de St. Francis en el estado estadounidense de Arkansas. En el año 2010 tenía una población de 17247 habitantes y una densidad poblacional de 120,1 personas por km².

## Geografía
El municipio de Madison se encuentra ubicado en las coordenadas 35°0′53″N 90°47′51″O / 35.01472, -90.79750. Según la Oficina del Censo de los Estados Unidos, el municipio tiene una superficie total de 143.6 km², de la cual 141.86 km² corresponden a tierra firme y (1.21%) 1.74 km² es agua.

## Demografía
Según el censo de 2010, había 17247 personas residiendo en el municipio de Madison. La densidad de población era de 120,1 hab./km². De los 17247 habitantes, el municipio de Madison estaba compuesto por el 29.75% blancos, el 65.43% eran afroamericanos, el 0.64% eran amerindios, el 0.6% eran asiáticos, el 0.04% eran isleños del Pacífico, el 1.91% eran de otras razas y el 1.63% pertenecían a dos o más razas. Del total de la población el 5.58% eran hispanos o latinos de cualquier raza.